# Sourdon
Sourdon (picardisch: Sordon) ist eine nordfranzösische Gemeinde mit 308 Einwohnern (Stand 1. Januar 2022) im Département Somme in der Region Hauts-de-France. Die Gemeinde liegt im Arrondissement Montdidier, ist Teil der Communauté de communes Avre Luce Noye und gehört zum Kanton Ailly-sur-Noye.

## Geographie
Die Gemeinde liegt an der Départementsstraße D14 rund 10 km südwestlich von Moreuil und 7,5 km südsüdöstlich von Ailly-sur-Noye. Im Norden der Gemeinde befindet sich eine Windenergieanlage.

## Geschichte
Die Gemeinde erhielt als Auszeichnung das Croix de guerre 1914–1918.

## Einwohner
| 1962 | 1968 | 1975 | 1982 | 1990 | 1999 | 2006 | 2010 |
| ---- | ---- | ---- | ---- | ---- | ---- | ---- | ---- |
| 244  | 225  | 243  | 267  | 264  | 257  | 278  | 283  |

## Verwaltung
Bürgermeister (maire) ist seit 2001 Claude Ennecent.

## Sehenswürdigkeiten
- Kirche Saint-Firmin
- Kapelle Saint-Aubin aus dem Jahr 1675, südlich des Orts am Rand eines Trockentals